# Yale Journal of International Affairs
Yale Journal of International Affairs es una publicación semestral sobre relaciones internacionales editada por la Universidad de Yale (New Haven, CT). Además de artículos, la revista publica entrevistas y trabajos académicos, admitiendo jóvenes en prácticas.

## Historia
La revista publicó su primer número en verano / otoño de 2005, número que presentó entrevistas con el periodista de The New York Times David Brooks, activista de derechos humanos John Prendergast, y artículos por científico político Paul Bracken y Agencia de Estados Unidos para administrador de Desarrollo Internacional Andrew Natsios. Asuntos más tardíos haber inclusivamente artículos por prominentes academics y practicantes en el campo de relaciones internacional que incluye Primer ministro británico Tony Blair, ecologista Ma Jun, asesor presidencial Samantha Power, economista Joseph Stiglitz, Georgian Embajador Irakli Alasania, y Secretario de Estados Unidos de Seguridad de Patria Michael Chertoff.
El Yale la revista de Asuntos Internacionales ha producido cuatro themed asuntos:
- "Spotlight Encima Desarrollo" (Volumen 5, Asunto 1), el cual incluyó comentario de George Ayittey, William Easterly, Paul Collier y Nancy Birdsall;
- "Spotlight Encima Seguridad" (Volumen 5, Asunto 2), el cual incluyó comentario de John Negroponte, Mary Kaldor, y Stephen M. Walt;
- "Spotlight En Mujeres" (Volumen 6, Asunto 1), el cual comentario incluido de Muhtar Kent;
- "Spotlight En Recursos" (Volumen 6, Asunto 2), el cual incluyó comentario de Stanley General McChrystal y James Woolsey.

Según Richard Levin, Presidente de Yale Universidad, "[f]ounded y editado por estudiantes en los departamentos y escuelas profesionales a través de la Universidad, la Revista tiene aceptó sumisiones de Yale alumnado, facultad, y alumni, así como practicantes y becarios prominentes basaron en otro lugar. El Yale la revista de Publicación de Estudiante de posgrado de Asuntos Internacional sirve como escaparate único para la pericia ancha de la Universidad en asuntos internacionales y cuando un foro importante para debate erudito en asuntos globales."